# Johan Wilhelm Ekman
Johan Wilhelm Ekman, född 30 maj 1842 vid Lesjöfors bruk i Rämmens socken, död 12 april 1907 vid Hennickehammar i Färnebo socken, var en svensk industriman. Han var son till brukspatronen Gustaf Ekman.
Johan Wilhelm Ekman var elev vid Göteborgs realgymnasium 1853-1854 och vid Bergsskolan i Filipstad 1855-1856. Han var 1858 brukselev vid Lesjöfors bruk, företog 1859-1860 studier i utlandet och genomgick 1861-1864 Teknologiska institutet samt en metallurgiska kursen vid bergsakademien i Leoben 1865. 1866 blev Ekman bergsingenjör vid Lesjöfors bruk, förvaltare vid Långbanhyttan i Färnebo socken 1867 och vid Gustafsfors bruk i Torrskogs socken 1869. Han företog 1871 en studieresa till Storbritannien med besök på kontinenten 1871, samt ytterligare två till Tyskland 1880 och 1881. 1873-1900 var Ekman disponent för Gustafsfors fabrikers AB och delägare i Gustafsfors och Lesjöfors bruk. 1874-1907 var han ledamot av styrelsen för Dalslands kanal AB och landstingsman i Värmlands län 1886-1887 samt 1896-1899. Han ägde även Hennickehammar i Färnebo socken, där han var bosatt från år 1900.